# Paul Süß (Radsportler)
Paul Süß (* ca. 1924 in Solingen; † 5. Februar 1999 ebenda) war ein deutscher Radrennfahrer. 
Paul Süß startete als Amateur seit 1946 für den RC Schwalbe 03 Solingen und gewann im selben Jahr das Rennen Köln–Malmedy–Köln. Von 1948 bis 1951 war er Profi. In diesen vier Jahren fuhr er ausschließlich für das Radsportteam Patria WKC aus seiner Heimatstadt Solingen. 1948 wurde er Dritter bei Berlin–Cottbus–Berlin. Als Profi startete er jährlich bei den Vorgänger-Veranstaltungen der Deutschland Tour. 1948 belegte er Platz 16  und 1949 Platz sechs der Gesamtwertung des Grünen Bandes der IRA, wie die Rundfahrt in jenem Jahr hieß; 1951 beendete er die Rundfahrt als 19. Anschließend beendete er seine aktive Radsport-Laufbahn und eröffnete in Solingen ein Fahrrad-Geschäft.